# Elbey Rzaguliyev
Elbey Mirza Hasan oglu Rzaguliyev (en azerí: Elbəy Mirzə Həsən oğlu Rzaquliyev; Bakú, 17 de junio de 1926 - Bakú, 15 de septiembre de 2007) fue un pintor y director escénico de Azerbaiyán, galardonado con el título "Artista del Pueblo de la RSS de Azerbaiyán " en 1977.

## Biografía
Elbey Rzaguliyev nació el 17 de junio de 1926 en la ciudad de Bakú. Después de graduarse de la Escuela Estatal de Arte de Azerbaiyán en nombre de Azim Azimzade, estudió en 
la Universidad Panrusa Guerásimov de Cinematografía en 1946. Comenzó a trabajar en el estudio de cine Azerbaijanfilm desde 1953.
Sus exposiciones individuales tuvieron gran éxito de público en 1960 en Bakú y entre 1960 y 1967 en Moscú y Kaunas.  Elbey Rzaguliyev recibió el título honorífico de Artista del Pueblo de la RSS de Azerbaiyán en 1977 y la Orden Shohrat en 1998. Él fue secretario de la Unión de Artistas de Azerbaiyán.
Elbey Rzaguliyev falleció el 15 de septiembre de 2007 en Bakú.

## Premios y títulos
- Medalla de la Distinción Laboral (1959)
- Artista de Honor de la RSS de Azerbaiyán (1964)
- Artista del Pueblo de la RSS de Azerbaiyán (1977)[5]
- Premio Estatal de la RSS de Azerbaiyán (1986)
- Orden Shohrat (1998)